# 神風終極戰士3D
《降世神通：最後的氣宗》（英語：The Last Airbender）是一部2010年美国出品的一部史诗冒险奇幻电影，于2010年7月1日在北美地区上映。本片改编自电视动画《降世神通：最後的氣宗》第一季的內容，由著名印度裔导演奈特·沙马兰执导。美國於2010年7月1日上映。

## 情節
水族部落（Water Tribes）的少女凱塔拉和她的哥哥蘇卡在極冰的河岸狩獵，追尋野獸足跡意外發掘冰河底下在發光，鑿冰後冰層龜裂冒出巨大冰球。冰球破裂出現名為安的小孩和一隻飛天野牛阿霸（Appa）受困當中。在不知情況下，安正是失落已久的神通－維持世界平衡的精神領袖。由於神通王的消失讓世界四個種族中的烈火國（Fire Nation），向其他三族-大氣牧族（Air Nomads）、水族部落（Water Tribes）以及大地之國（Earth Kingdom）宣戰。
從烈火國的被流放的王子朱克正找尋失落的神通王將他帶回給父親烈火國國王。朱克察覺光源與火國士兵們來到水族部落南方。他假定神通應有歲數故下令帶走部落所有的長者。朱克發現安有著氣宗的刺青引起他的揣測，消失的神通正是大氣牧族的最後的氣宗。安願意主動跟隨朱克讓他同意放走部落的長者們。
在船上，朱克的大伯愛和向安測試發現他確實是神通王。安通過測試證實後趁機使用滑翔翼逃脫與凱塔拉和蘇卡搭著阿霸會合。安和他的新朋友來到安曾經修行的大氣寺廟南方時才知道他離開且冰封已近整世紀，大氣牧族早已被烈火國滅族(包括安的氣宗僧侶師父)。安在絕望之下進入神通狀態，發現他自己身在心靈境界有個聲音引導自己在何方。之後，他們飛到已被烈火國控制的大地國小鎮，凱塔拉因幫忙小男孩逃脫而遭到火兵們給捉住。安鼓動大地國的運土神通們群起反抗烈火國，當地運土神通成功地驅趕烈火士兵。安因當年不願當神通逃避之下使得他僅會截氣術，依照氣水土火的轉世輪迴，下個要學的則為截水術。凱塔拉給予截水神通卷軸幫忙安學習截水術，且前往水族部落北方找尋截水神通大師時沿途也解放許多大地國的鄉村。
過程中，安的學習不順獨自偷溜回到北方大氣寺廟卻在烈火國趙將軍的埋伏中被禁錮。然而，一個蒙面客「藍魔」（Blue Spirit）潛入協助安從牢獄中逃脫。最後發現蒙面客竟是朱克，趙將軍策劃殺掉朱克將他的船引爆。倖存的朱克藉由愛和的幫助隱藏身分藏匿在趙將軍正前往水族部落北方的船艦裡。趙將軍從圖書館-萬知堂得知水族部落的神靈弱點，他趁神通前往之時逮回神通王順道攻打北方水族部落。
安一群抵達北方水族部落受到水族人們的歡迎，蘇卡也和水族公主浩月（Yue）一見鍾情，截水神通大師帕古（Pakku）開始教導安截水術。很快地趙將軍所帶領的烈火國船艦抵達，朱克趁此時從冰層下方潛入皇宮內尋找安。船艦發動第一波火球攻勢，安要求要在幽靜的地方冥想去見神靈的指示。當朱克與凱塔拉水火對決大打出手並且帶走安。安收到指示回神後再與朱克氣火對抗，最後凱塔拉趕到將朱克給冰封。
愛哈在烈火國攻勢加劇時發現趙將軍溜到水族聖地將海水與明月神靈中的明月神靈給殺掉導致截水神通們喪失所有截水的能力。水族公主表示她的生命是月靈所賦予於是犧牲自己的命讓月靈重生。發怒的愛和與朱克流放趙將軍，趙將軍則被回復能力的截水神通們用海水包覆溺斃身亡。覺醒的安透過神通王顯靈模式運用截水術將海水升起引發海嘯成功地驅趕走烈火船艦。安完全地承認作為神通王的命運與凱塔拉和蘇卡準備繼續旅程，前往大地之國找尋運土神通大師來教導自己。烈火國國王得知安是神通王、趙將軍身亡和愛和和朱克的背叛經過，同意他的女兒亞蘇拉（Azula）去追捕安、愛和的朱克，打算預備在索辛彗星的到來展開攻擊。

## 演員
- 諾亞·林格飾 安（Aang）
- 戴夫·帕托飾 朱克王子（Prince Zuko）
- 妮可拉·佩爾茨飾 凱塔拉（Katara）
- 傑克森·雷斯朋飾 蘇卡（Sokka）
- 尚·杜博飾 愛和（Iroh）
- 凱瑟琳·霍頓飾 凱塔拉的奶奶（Katara's Grandma）
- 阿西夫·曼德維飾 趙將軍（Commander Zhao）
- 克里夫·柯提斯飾 烈火國國王（Fire Lord Ozai）
- 莎莫·比施爾飾 亞蘇拉公主（Princess Azula）

## 製作
- 電影原本英文片名為《Avatar: The Last Airbender》，與改編動畫影集同名。然而，詹姆斯·卡麥隆和20世紀福斯已經先註冊電影標題《Avatar（阿凡達）》 ，避免爭議故將「Avatar」刪去僅留下《The Last Airbender》作為片名。
- 傑西·麥卡尼原為烈火國朱克王子預選人員，因檔期衝突由《貧民百萬富翁》男主角戴夫·帕托（Dev Patel）取代。
- 本片為導演奈特·沙馬蘭首部非原創改編電影作品。自1998年的《小鬼一籮筐》（Wide Awake）以來，首部分級為PG級的電影。
- 奈特·沙馬蘭表示部分角色名稱「發音有誤」（mispronunciation），像是安、蘇卡及神通的念法等，其實是他希望「尊重來源素材」並採用亞式發音。另一重大更動，奈特·沙馬蘭從動畫系列改編自大螢幕中，限制了火宗的御火來源。只有高等的火宗神通才能從氣中控制火焰。一些橋段像是京島戰士（Kyoshi Warriors）和其領袖杉子（Suki，蘇卡的愛意對象）都在電影定剪版本刪去，導演認為這些橋段是支線故事，僅直接地保留電影的主要故事線。
- 奈特·沙馬蘭第七次與電影作曲家詹姆斯·紐頓·霍華合作，也是當今好萊塢電影導演與音樂作曲合作關係第四長的夥伴。排在前頭分別為史蒂芬·史匹柏和約翰·威廉斯超過36年，勞勃·辛密克斯和亞倫·席維斯崔（Alan Silvestri）有26年，提姆·波頓和丹尼·葉夫曼（Danny Elfman）有14年，屏除1994年不算的話則有25年。

公佈演員名單後，於電影公司的論壇受網民猛烈批評，其後公司關閉該電影的討論分頁了事。

## 設定差異
- 火宗的振火神通在動畫裡均可以自行生火，在電影裡則必須引火，要自行生火必須練到爐火純青的地步，如:愛和展現自行生火的能力來震懾趙將軍和其餘軍隊。
- 電影裡土強王國的人為東方人飾演、烈火國的人則為南亞的人飾演、水族與和氣牧族則是西方人飾演。

## 評價
電影發行後獲得壓倒性的惡評，根据評論匯總网站爛番茄汇总的191篇评论文章，5%的评论家给予该作正面评价，平均打分为3分（满分10分），網站影評家共識寫道：「《神風終極戰士3D》以難以理解的情節、可怕的表演和超然無趣的方向浪費了其流行的原始題材。」。截至2022年9月，爛番茄列出好評度低於30%、美國國內票房成績超過1億美金且不限發行時間的「史上最差大片排行榜（Worst Blockbusters of All Time Ranked）」中，本片排行榜首。
該片在有著「爛片奧斯卡」之稱的第31屆金酸梅獎獲得九項提名，最終獲頒最差影片、最差導演、最差男配角獎、最差電影劇本獎、濫用3D特效獎共五個獎項。